# Johann Friedrich Weidler

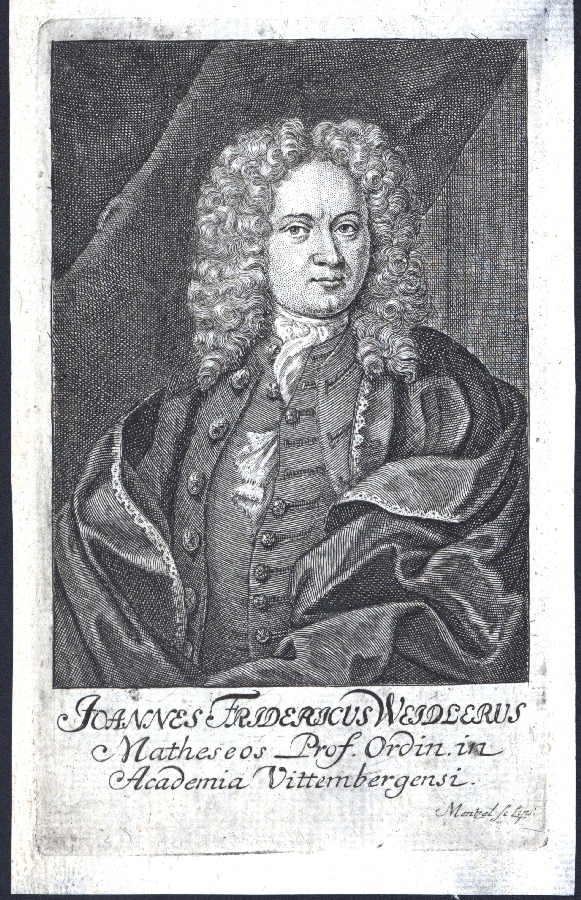

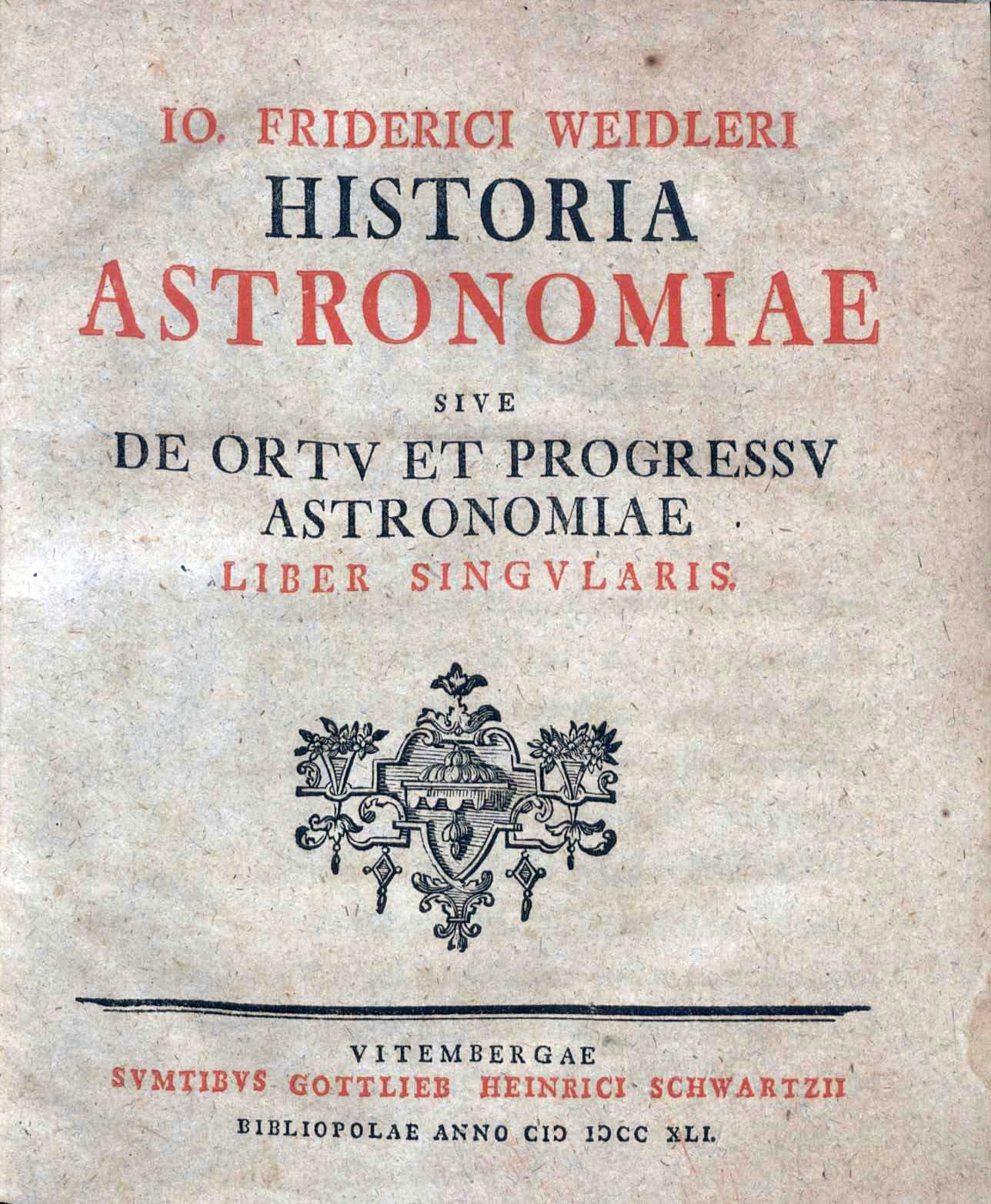
Historia astronomiae, 1755

Johann Friedrich Weidler (Großneuhausen, 23 aprile 1691 – Wittenberg, 30 dicembre 1755) è stato un matematico e fisico tedesco.

## Biografia
Nel 1712 fu libero docente di filosofia nell'Università di Wittenberg, e dal 1715 vi tenne la cattedra di matematica. Nel 1727 si trasferì a Basilea, tornando nel 1746 a insegnare ancora nell'Università di Wittenberg.
La sua Historia Astronomiae sive de Ortu et Progressu Astronomiae. Liber Singularis, pubblicata a Wittenberg nel 1741, fu la prima, completa storia dell'astronomia, apprezzata anche dal Lalande. Scrisse anche testi di matematica e di idraulica.

## Opere
- (LA) Historia astronomiae, Wittenberg, Gottlieb Heinrich Schwartz, 1755.